# 1927
1927 (MCMXXVII) je bilo navadno leto, ki se je po gregorijanskem koledarju začelo na soboto.

## Dogodki
- 7. januar - prvi čezatlantski telefonski klic med New Yorkom in Londonom.
- 12. april - s pokolom delavskih komunističnih simpatizerjev v Šanghaju se prične kitajska državljanska vojna.
- 20. maj - Saudova Arabija postane neodvisna država.
- 20. – 21. maj - Charles Lindbergh opravi prvi čezatlantski polet brez postanka iz New Yorka v Pariz s svojim letalom Spirit of St. Louis.
- 17. junij - v takratni Kraljevini Jugoslaviji je ustanovljena 10. evropska letalska družba, Aeroput, ki veliko doprinesla k razvoju civilnega letalstva na celotnem Balkanu; družba pod imenom Air Serbia deluje še danes.
- 24. julij - v Romuniji je ustanovljena skrajno desničarska Železna garda, takrat pod imenom Legija Nadangela Mihaela.
- 8. september - v ameriškem mestu Wichita, Kansas je ustanovljeno letalsko podjetje Cessna, ki je proizvedlo največ letal splošne kategorije na svetu, deluje še danes.
- september - v ameriški zvezni državi New York je ustanoljeno letalsko podjetje Piper Aircraft, ki je kasneje naredilo ljudsko letalo Piper J-3 Cub, podjetje deluje še danes.
- 12. november - Lev Trocki je izključen iz Komunistične partije Sovjetske zveze, kar da Stalinu izključno oblast v državi.
- 24. november - popolni sončev mrk je viden nad severno Anglijo in Walesom.
- 20. december - ustanovitev najstarejšega slovenskega aerokluba Naša krila v Mariboru, ki deluje še danes.

## Rojstva
- 28. januar - Smiljan Rozman, slovenski pisatelj, dramatik in slikar († 2007)
- 1. marec - George Ogden Abell, ameriški astronom († 1983)
- 6. marec - Gabriel García Márquez, kolumbijski pisatelj, nobelovec († 2014)
- 31. marec - César Estrada Chávez, ameriški delavski aktivist († 1993)
- 10. april - Marshall Warren Nirenberg, ameriški biokemik in genetik, nobelovec († 2010)
- 6. maj - Ninian Smart, škotski religiolog in filozof († 2001)
- 9. avgust - Robert Shaw, angleško-ameriški igralec († 1978)
- 30. september - Ivan Malavašič, slovenski besedilopisec, pisatelj in slikar († 2019)
- 16. oktober - Günter Grass, nemški pisatelj, nobelovec († 2015)
- 18. oktober - Zvonko Čemažar, slovenski besedilopisec in pesnik († 2010)
- 6. december - Tone Ferenc, slovenski zgodovinar († 2003)

## Smrti
- 2. januar - Ahad Ha'am, s pravim imenom Asher Zvi Hirsch Ginsberg, judovski mislec in sionist (* 1856)
- 25. januar - Ivan Milev, bolgarski slikar (* 1897)
- 25. april - Boris Vladimirovič Anenkov, ataman sibirskih kozakov  (* 1889)
- 4. maj - Jakob Aljaž, slovenski duhovnik in skladatelj (* 1845)
- 14. junij - Jerome Klapka Jerome, angleški pisatelj (* 1859)
- 21. avgust - William Burnside, angleški matematik (* 1852)
- 2. oktober - Svante August Arrhenius, švedski fizik in kemik, nobelovec (* 1859)

## Nobelove nagrade
- Fizika - Arthur Holly Compton, Charles Thomson Rees Wilson
- Kemija - Heinrich Otto Wieland
- Fiziologija ali medicina - Julius Wagner-Jauregg
- Književnost - Henri Bergson
- Mir - Ferdinand Buisson, Ludwig Quidde